# Odontoglossum tripudians
Odontoglossum tripudians là một loài phong lan đặc hữu của Colombia.